# Eudistoma vineum
Eudistoma vineum är en sjöpungsart som beskrevs av Monniot 200. Eudistoma vineum ingår i släktet Eudistoma och familjen Polycitoridae. Inga underarter finns listade i Catalogue of Life.